# Humerieuopsis parvoarmatus
Humerieuopsis parvoarmatus is een keversoort uit de familie bladrolkevers (Attelabidae). De wetenschappelijke naam van de soort werd in 1929 gepubliceerd door Arthur Mills Lea.